# 冰川天女傳
《冰川天女傳》，梁羽生於1959年至1960年其間發表的武俠小說，以清朝康熙末年至乾隆年間為歷史背景，女主角冰川天女桂冰娥是《七劍下天山》中桂仲明的孫女。本書前集為《冰魄寒光劍》，桂仲明冒浣蓮之子桂華生遠走異域，與尼泊爾公主華玉的喜結連理，後續為《雲海玉弓緣》。與《江湖三女俠》頗有關係而又獨自成篇。

## 出版
1959年8月6日到1960年12月18日，在香港《新晚報·天方夜譚》連載。最後定本共40回。

## 重要人物
- 桂冰娥：外號「冰川天女」，尼泊爾公主，後成為武當派長老，桂華生之女。
- 唐經天：唐曉瀾之子。
- 陳天宇：陳定基之子，蕭青峰之徒，後拜呂青為師。
- 金世遺：外號「毒手瘋丐」，毒龍尊者之徒。
- 幽萍：桂冰娥的貼身侍女。
- 芝娜：沁布藩王之女。
- 李沁梅：李治之女，李青蓮之妹。
- 江南：陳天宇的書童。

## 故事簡介
講述唐經天受父命尋訪桂華生後人，因而和武林中絕代奇女冰川天女相識，另外毒龍尊者愛徒「毒手瘋丐」金世遺也在江湖出現。

## 小說目錄
- 第01回　神箭連飛，穿雲驚小俠　飛刀一擲，劈果救佳人
- 第02回　峻嶺飛騎，仇家窺帳幕　金針解穴，醫道配神功
- 第03回　為避強仇　逃生來塞外　欲尋俠士　冒險上冰峰
- 第04回　湖畔寄情　拐仙施妙手　冰河怪影　天女懾羣豪
- 第05回　流水落花　深仇傷寂寞　珠宮貝闕　往事訴辛酸
- 第06回　天女飛花　仙姝應有恨　冰川映月　騷客動芳心
- 第07回　劍氣射珠宮　亦真亦幻　柔情聯彩筆　宜喜宜嗔
- 第08回　滄海桑田　仙山傷劫後　白雲蒼狗　侍女話前因
- 第09回　妙境華嚴　艷說神仙侶　仙音玉笛　喜聯異國情
- 第10回　漠外隱神龍　高深莫測　荒山逢異士　虛實難知
- 第11回　峻嶺飛騎　書生施妙手　神彈卻敵　天女護金瓶
- 第12回　琴韻寄深心　塵緣未了　邊城窺隱秘　舊地重來
- 第13回　鬧市孤臣　神龍圖大事　寒光熱浪　冰劍鬥妖邪
- 第14回　大漠傳聲　童心戲天女　駝峰聚會　妙計騙佳人
- 第15回　古窟傳經　湖邊談往事　冰彈受挫　盆地覓芳蹤
- 第16回　聖女宮中　疑雲迷俠客　喇嘛寺裏　法會起干戈
- 第17回　大漠藏龍　九重驚蟄伏　風塵俠隱　一劍看雄飛
- 第18回　青女素娥　浮雲掩明月　奇人瘋丐　鐵劍駭英豪
- 第19回　淺笑輕顰　花前談往事　蘭因絮果　月下見伊人
- 第20回　玄功內運　俠士破神招　異境天開　書童有奇遇
- 第21回　尋覓芳蹤　名山逢怪客　追查舊事　古寺遇良朋
- 第22回　空際香花　玉人戲英俠　蓬萊異島　童子拜奇人
- 第23回　憤世奇行　贏來瘋丐號　狂歌駭俗　惹得美人憐
- 第24回　羽士魔頭　羣邪朝法會　冰彈玉劍　天女上峨眉
- 第25回　妄動無明　玄功消一旦　安排有道　衣缽得真傳
- 第26回　知己難逢　憐才惜瘋丐　深情誰譴　憶舊念佳人
- 第27回　雲破月來　空勞魂夢繞　鐘聲梵貝　驚見劍光寒
- 第28回　舞影蹁千　飛刀殺仇敵　風雲動盪　俠士護危城
- 第29回　塞外興波　奸徒困俠士　宮中對掌　俠丐鬥神僧
- 第30回　塊壘難平　傷心話故國　狂歌當哭　失意走天涯
- 第31回　短夢幾時醒　音傳海外　幽情誰可訴　人散荒原
- 第32回　一片天真　書童戲玉女　十分惶惑　怪客劫囚牢
- 第33回　縹緲異香　飛鴻天際遠　躊躇女俠　走馬雪山遙
- 第34回　峭壁現俠蹤　疑雲陣陣　堡中來怪客　妖氣重重
- 第35回　幽谷屯兵　戰雲迷塞外　軍前露面　天女震番王
- 第36回　神功無敵　較技服三軍　滑雪奇能　振衣淩絕頂
- 第37回　劍影刀光　羣英逞絕技　干戈玉帛　殺氣化祥雲
- 第38回　恩怨全消　經年懷舊恨　死生度外　一醉解千愁
- 第39回　大雪寒風　高山消霸氣　輕憐密愛　冰塔救佳人
- 第40回　天女散花　珠峰勞悵望　冰川映月　雲海寄遐思

## 參看
- 武俠小說